# 福井誠 (競泳選手)
福井 誠（ふくい まこと、1940年2月28日 - 1992年10月18日）は、島根県出身の競泳選手。1960年ローマオリンピック競泳800mリレー銀メダリスト、1964年東京オリンピック競泳800mリレー銅メダリスト。

## 人物
浜田市出身。浜田市立第二中学校、島根県立浜田高等学校卒業。高校卒業後に八幡製鐵（現在の日本製鉄）に入社。
1960年ローマオリンピックでは競泳男子800m自由形リレー銀メダルを獲得、1964年の東京オリンピックでも800m自由形リレーのメンバーとして銅メダルを獲得している。
東京オリンピックでは日本選手団の旗手を務めた。
1964年に引退。その後、新日鉄八幡水泳部のコーチなどを経て、1988年に大橋スイミングプラザ副理事長。
1992年10月18日、癌性の腹膜炎により52歳で死去した。